# 法岸
法岸（ほうがん、延享元年5月4日（1744年6月14日）- 文化12年12月5日（1816年1月3日））は、江戸時代後期の浄土宗の僧。俗姓は藤田氏。字は性如。号は円蓮社光誉。周防国の出身。
1761年江戸増上寺の学寮に入り五重相伝したが、日本浄土宗の祖法然にならって遁世を志願し、日課として念仏を一万遍または三千遍唱えることを誓って諸国をめぐった。下総国大巌寺では宗戒両脈を受けている。1773年〈安永2年）には周防国に戻って西円寺に住し、民衆の教化に尽力した。
著書として『専修要文集』『口称三昧感得記』などがある。